# 滨田尚里
滨田尚里（日语：／ Hamada Shōri，1990年9月25日—）生于鹿儿岛县雾岛市，是一名日本女子柔道运动员，主攻78公斤级项目。她隶属于自卫队体育学校，军衔是3等陆尉。滨田10岁时开始练习柔道。2009年进入山梨学院大学，2013年毕业后进入自卫队体育学校。滨田为了强化自己的柔道，也有在练习桑搏，她也曾在2013年夏季世界大学生运动会上夺得桑搏女子80公斤级项目金牌。